# It's My Life (邦喬飛歌曲)
《It's My Life》是美國搖滾樂團邦喬飛的一首單曲，收錄於樂團的第七張專輯《Crush》，2000年5月8日由小島唱片發行。〈It's My Life〉是邦喬飛80年代後最知名的作品，登上荷蘭、奧地利、西班牙、義大利等國榜單的榜首。在2001年舉辦的第43屆葛萊美獎，〈It's My Life〉獲得最佳雙人組合或團體搖滾提名。